# Baby pop
Singles de France Gall
Baby pop
(1966) Faut-il que je t'aime
(1966)
Baby pop est une chanson de France Gall. Elle est initialement parue en 1966 en EP et ensuite sur l'album Baby pop sorti en octobre de la même année,

## Développement et composition
La chanson a été écrite par Serge Gainsbourg. L'enregistrement a été produit par Denis Bourgeois.

## Listes des pistes
Single 7" 45 tours (1966, Philips 328 057 JF, Pays-Pas)
1. Baby pop (3:25)
2. Cet air-là (2:35)[1]

EP 7" 45 tours (1966, Philips 437.159 BE, France)
A1. Baby pop (3:20)
A2. Faut-il que je t'aime (2:05)
B1. Cet air-là (2:30)
B2. C'est pas facile d'être une fille  (2:30)

## Classements
Baby pop / Faut-il que je t'aime,
| Classement (1966)                       | Meilleure position |
| --------------------------------------- | ------------------ |
| Belgique (Wallonie Ultratop 50 Singles) | 23                 |